# 加藤廣志

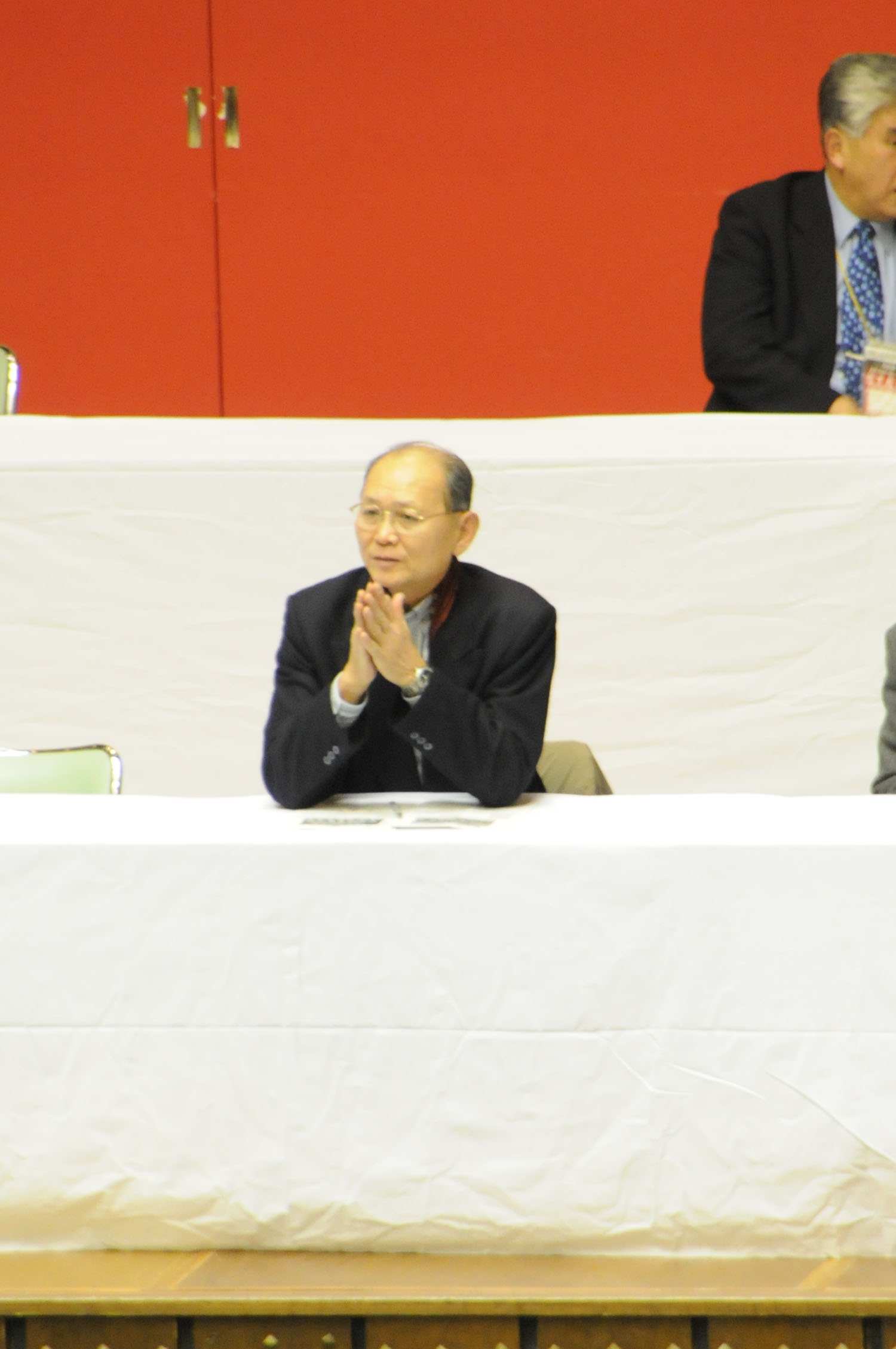
加藤廣志

加藤 廣志（かとう ひろし、1937年4月25日 - 2018年3月4日）は、秋田県山本郡藤里町出身の元高校教諭、バスケットボール指導者。能代工業高校バスケットボール部の礎を築いた名将として知られる。

## 来歴
能代工在学中は1年で創部以来初となるインターハイを経験し、日本体育大学でも選手として活躍、選手時代のポジションはセンターだった。
卒業後は高校教諭となり、母校である能代工に保健体育教員として赴任するとともにバスケットボール部監督に就任。
4年目で10年ぶり2度目となるインターハイ出場に導き、以降全国大会の常連に定着。1967年には埼玉国体で初出場初優勝の快挙を成し遂げ、1970年にはインターハイ初優勝にも導いた。1975年には史上初となる春の選抜（現ウィンターカップ）も合わせた高校三冠、1985年にはインターハイ7連覇を達成。
1990年、監督職を自身の教え子でありコーチであった加藤三彦に禅譲し勇退。全国タイトルは33回（ウィンターカップ11回、インターハイ11回、国体11回）にも上る。
その後は教頭、秋田県立スポーツ会館館長、秋田県教育庁保健体育課課長、秋田県教育庁参事なども歴任。
1997年に能代工校長に就任。
1998年に定年退職。能代山本スポーツリゾートセンターアリナス館長に就任。
秋田県バスケットボール協会会長、東北バスケットボール協会会長も歴任した。
2018年3月4日13時20分、肺腺がんのため、秋田県能代市内の病院で死去。80歳没。
2021年、日本バスケットボール殿堂に掲額者として、尾崎正敏、清水義明らとともに選出。

## 主な教え子
- 山本浩二
- 小野秀二
- 内海知秀
- 鈴木貴美一
- 加藤三彦
- 佐藤清美
- 目由紀宏
- 金子寛治
- 佐藤信長
- 長谷川誠
- 関口聡史
- 友川かずき（歌手・詩人・画家）
- 安達康

## 著書
- 『高さへの挑戦』秋田魁新報社。